# Histoire de l'alphabet arabe

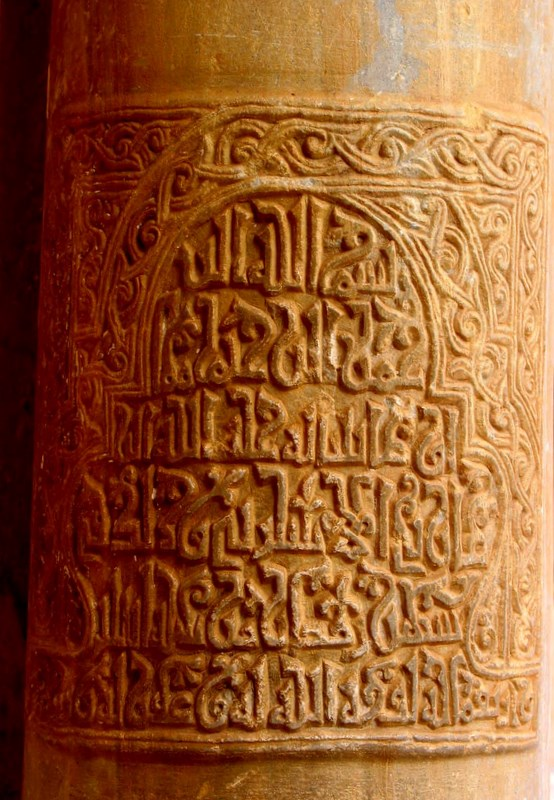
Inscription arabe en caractères coufiques, datant du XIe siècle (vers 1011), gravée sur le fût d'une colonne dans la grande mosquée de Kairouan, Tunisie.

Cette page contient des caractères spéciaux ou non latins. S’ils s’affichent mal (▯, ?, etc.), consultez la page d’aide Unicode.
Pour un article plus général, voir alphabet arabe.
L'alphabet arabe est un dérivé de l'alphabet araméen dans sa variante nabatéenne ou bien syriaque, lui-même descendant du phénicien (alphabet qui, entre autres, donne naissance à l'alphabet hébreu, à l'alphabet grec et, partant, au cyrillique, aux lettres latines, etc.). « Alphabet arabe » désigne, en particulier, les lettres du système consonantique (abjad) qui sera, par la suite, complété par des points diacritiques qui permettent de clarifier des ambiguïtés.
Possédant un fort impact dans le monde musulman, cette écriture a aussi été utilisée pour d'autres langues que l'arabe, comme le persan etc. L'arabe est parfois écrit avec d'autres alphabets, par exemple le Garshouni.

## Historiographie
L'histoire de l'alphabet arabe est construite à partir de différentes sources. Il peut s'agir du matériel conservé mais aussi des écrits des historiens musulmans de l'époque médiévale. Ainsi, le récit de la constitution de cet alphabet apparaît chez de nombreux auteurs de la période comme Ibn al-Nadīm’s (Xe siècle). Pour plusieurs d'entre eux, l'alphabet arabe provient d'Irak, ce qui est réfuté par les recherches actuelles. Créé dans la région de l'Euphrate, il aurait été importé dans la ville d'al-Hira au VIe siècle avant une diffusion dans le reste de l'Arabie.
On peut voir dans ce récit une « construction rétrospective par des érudits musulmans pour placer la création de l'écriture au point de rencontre entre la culture araméo-hellénistique et la culture arabe préislamique ». Pour l'orientaliste Christian Robin, ce récit n'est pas une tradition transmise au fil des générations, mais une reconstitution par des personnes qui « ne savaient plus grand chose du passé arabique » et ne possédaient pas de données fiables. Les chercheurs ont tenté d'identifier les ensembles proposés par ces auteurs (kufi, naskh...) sans que ceux-ci soient toujours considérés comme pertinentes. Les écritures arabes anciennes montrent en effet une diversité de style.

## Origine

### Les écritures préislamiques
Avant même la création de l'alphabet arabe, de nombreux graffiti sont attestés dans la péninsule arabique jusqu'en Jordanie. Ceux-ci utilisent des alphabets qui dérivent de l'écriture sud-arabique,. Ces alphabets dits « arabiques » possèdent plusieurs variétés régionales, comme le « sudarabique », le « dédanite » ou « lihyânite ». Les écritures arabiques étaient adaptées à la langue arabe, avec 27 à 29 consonnes. Cette écriture apparaît au VIIIe siècle av. J.-C., « peut-être même avant le Xe et présente une parenté avec le phénicien » mais a été fixée vers le VIIe siècle av. J.-C.. Initialement sans sens fixe et avec la possibilité d'écriture en boustrophédon, l'écriture va se fixer de la droite vers la gauche comme l'hébreu ou l'arabe. Une forme cursive est attestée. L'abandon de cette écriture pourrait être associée, entre autres, au déclin des civilisations sud-arabiques, la dernière inscription datée date de 559-560 même si quelques inscriptions semblent plus tardives et semblent dater de l'époque islamique.
D'autres inscriptions, en Egypte, montrent l'usage de l'alphabet araméen (Ve siècle av. J.-C.). Quelques siècle plus tard, les arabes développeront des dérivés de cet alphabet araméen, comme l'alphabet nabatéen ou l'alphabet syriaque. Jusqu'au IVe siècle, l'alphabet nabatéen est utilisé. Les premières inscriptions utilisant un ductus que l'on peut associer à l'écriture arabe sont datées du IVe pour l'une et du VIe siècle pour les suivantes. Elle proviennent de Syrie ou d'Arabie du Nord. La langue de ces inscriptions est encore « controversée ». Parmi celle-ci, il y a une dédicace trilingue (grec, syriaque, arabe) trouvée à Zabad, en Syrie datée de 512,.

### Origines de l'écriture arabe
Deux origines possible de l'alphabet arabe ont été défendues par les chercheurs, soit du nabatéen, , soit du syriaque. Sans nier les influences graphiques du syriaque, il est aujourd'hui considéré que l'alphabet descend de l'alphabet nabatéen,, en particulier de sa forme cursive. Cette évolution s'inscrit sur plusieurs siècles et plusieurs étapes ont pu être observées dans les siècles précédant l'apparition de l'alphabet arabe. Ainsi, la connexion des lettres apparait dans l'écriture nabatéenne cursive au Ier siècle. Il est possible d'émettre l'hypothèse de l'apparition de l'abjad arabe entre le IIe et le IIIe siècle, "entre le dernier nabatéen cursif et la première inscription arabe attestée".
Le tableau ci-dessous permet de comparer les évolutions subies par le tracé des lettres depuis le prototype araméen jusqu'aux écritures nabatéenne et syriaque. L'arabe est placé entre les deux à des fins de lisibilité et non pour marquer une évolution chronologique.
Si l'ordre de l'alphabet arabique présente des points commun avec celui du Guèze ou de l'amharique, il diffère des autres langues sémitiques comme l'hébreu ou l'arabe. L'ordre de l'alphabet arabique, " dit «sud-sémitique» a vraisemblablement été élaboré dans la région Sinaï-Palestine-Syrie méridionale ; par la suite, il aurait été emprunté par les habitants de la péninsule à leurs voisins du Levant". L'ordre de l'alphabet arabe correspond à celui de l'alphabet araméen, les lettres distingués par des diacritiques étant placées à la suite.
L'alphabet arabe, plus d'un siècle et demi avant Mahomet, a été diffusé par le christianisme "sans qu'on puisse établir si l'alphabet arabe a été créé pour la propagande chrétienne ou si la mission chrétienne s'est servie d'un instrument qui existait déjà".

## Ajout des diacritiques
Sous le califat d'Abd al-Malik, l'alphabet arabe devient l'écriture officielle et commence à se répandre. Plusieurs styles se distinguent alors par la forme des lettres. Utilisée dans le Coran, ces écritures font l'objet d'observations sur la base de différents critères (ductus, tracé...) des divisions en famille. Cette approche permet de diviser les manuscrits anciens en deux grandes variétés, les manuscrits en écriture hijazi et ceux en écriture koufique. Le style coufique connait aussi des subdivisions par style.
La lecture du texte coranique sans diacritique ni vocalisation implique une connaissance préalable du texte,. Pour Déroche, « Le rasm conserve une part d’ambiguïté… » Pour Gilliot, « Dans les plus anciens fragments du Coran, estime-t-on, les lettres ambiguës constituent plus de la moitié du texte, et ce n’est qu’occasionnellement qu’elles sont pourvues de points diacritiques » et le système consonnantique peut « donner lieu à des confusions dans la lecture de certains mots »,. Probablement selon les modèles nabatéen ou syriaque, la langue arabe a donc créé un système de diacritiques. La première apparition est une inscription de 677, sous les omeyyades. Pour Kouloughli, les premiers essais de normalisation de l'écriture par l'ajout de signes date du califat d'Abd-al-Malik.Bien que n'utilisant pas toutes les possibilités, les premiers exemples montrent un système complet. Au cours des siècles suivants s'observe une généralisation de ceux-ci dans les corans.
Durant deux siècles, leur usage s'intensifie dans le Coran et les textes littéraires et ceux-ci montrent des formes différentes. Depuis la découverte de très anciens fragments de Coran comme les manuscrits de Sana'a, François Déroche, directeur d'études à l'EPHE, section des sciences historiques et philologiques, écrit : « Au cours de la période qui va jusqu'à la réforme d'Ibn Mujâhid (IVe  /  Xe siècle), la rédaction à proprement parler est achevée, mais le texte reçoit le complément de ces différents signes qui le précisent progressivement et le fixent de mieux en mieux. L'introduction systématique de la vocalisation et des signes orthoépiques marque véritablement la fin de cette « rédaction », donc près de trois siècles après les fragments de Sana'a. Les réformes d'Abd al-Malik ne sont pourtant pas appliquées généralement. Les manuscrits anciens conservés prouvent une mise en place progressive. « C’est seulement à partir du milieu du ixe siècle que la scriptio plena s’impose définitivement dans la notation du Coran. » Pour Déroche, le système de vocalisation actuel « se répand progressivement à partir de la fin du ixe siècle ». Cette question des signes diacritiques est encore discutée par les théologiens musulmans vers l'an 1000. Pour Dye, « la nature même de l’immense majorité des variantes de lecture prouve que nous avons affaire, non au produit d’une tradition orale (ininterrompue), mais aux efforts de philologues pour comprendre un rasm ambigu, sans le secours d’une tradition orale ».Pour lui, s'il est indéniable que "le schéma consonantique du Coran (rasm) semble avoir été préservé avec une certitude quasi totale depuis le premier/septième siècle", les signes diacritiques et (les valeurs vocales) qui "accompagnent ce schéma doivent quelque chose à la raison et à l'ingéniosité humaines", en ce sens que les lecteurs ne reproduisaient pas "exactement ce que différents Compagnons récitaient au septième siècle" .
D'un point de vue historique, les ajouts graphiques apportés à l'époque omeyyade dans les manuscrits coraniques sont : introduction des séparateurs de groupe de versets, modifications de l'orthographe, ou encore introduction de références graphiques définies. Déroche conclut : « La période omeyyade a été témoin d'un véritable bouleversement en matière de transmission manuscrite du texte coranique ».